# Uwagi

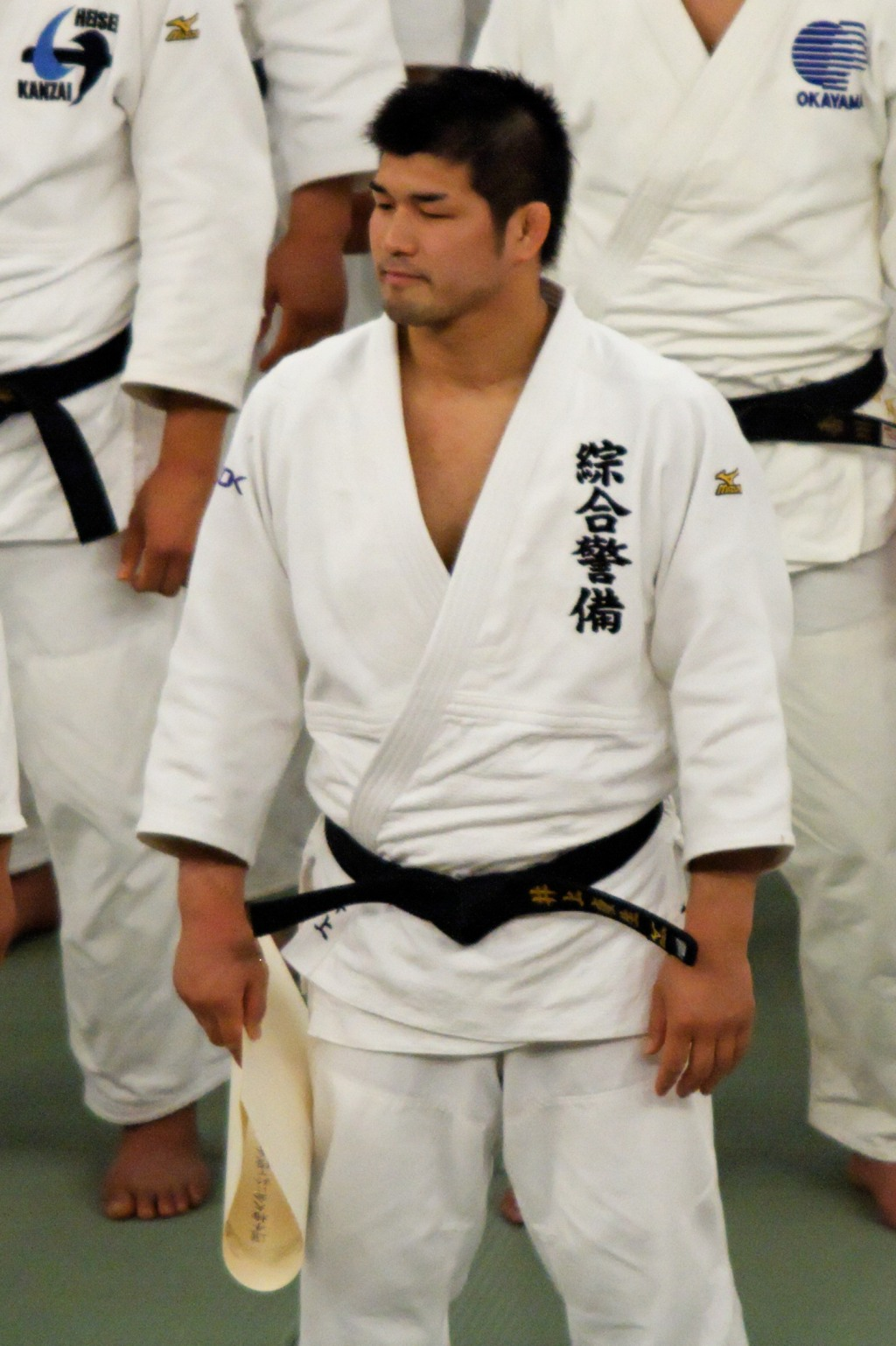
Un bodōka che indosso l'uwagi

L'uwagi è un articolo di abbigliamento giapponese, consistente in una giacca, simile ad un kimono, conosciuta principalmente come parte superiore delle uniformi degli artisti marziali. La parte inferiore, i pantaloni, è chiamata zubon.
Il terzo elemento, la cintura obi, serve a tenere chiuso l'uwagi, e contemporaneamente mantenere su il zubon.
In alcune discipline delle arti marziali, il set è completato dalla hakama, che può essere indossata al di sopra, o al posto del zubon.